# Madhouse Records
Pour les articles homonymes, voir Madhouse.
Madhouse Records est un label discographique indépendant américain de musique électronique, actif entre 1991 et 2023, anciennement basé à New York. Fondé en 1992 par Kerri Chandler, Madhouse est distribué par Downtown 161 pendant son existence. En juillet 2023, Madhouse ferme après 31 ans d'activité et fusionne avec le label britannique Champion Records.

## Discographie partielle
- Matrix - Get Out (12")
- Dreamer G -	I Got that Feelin' 	(12")
- Kerri Chandler - Panic E.P. (12", EP)
- Lil' Justin -	Ah Baby / Trace (12")
- Kamar - I Need You 	(12")
- 50 % - Tight Up (12")
- Lafayette - Better Late than Never (2x12", Promo)